# Charles Lang
Charles Bryant Lang Jr. (Bluff, 27 marzo 1901 – Santa Monica, 3 aprile 1998) è stato un direttore della fotografia statunitense.
Vinse l'Oscar alla migliore fotografia nel 1932 per il film Addio alle armi; ottenne inoltre altre diciassette candidature all'Oscar. Era il nonno di Katherine Kelly Lang, attrice nota per il ruolo di Brooke Logan nella soap opera Beautiful.

## Filmografia
- Sarah and Son, regia di Dorothy Arzner (1930)
- Addio alle armi (A Farewell to Arms), regia di Frank Borzage (1932)
- Il diavolo nell'abisso (Devil and the Deep), regia di Marion Gering (1932)
- Lady Lou (She Done Him Wrong), regia di Lowell Sherman (1933)
- Papà cerca moglie (A Bedtime Story), regia di Norman Taurog (1933)
- La morte in vacanza (Death Takes a Holiday), regia di Mitchell Leisen (1934)
- Mississippi, regia di A. Edward Sutherland e, non accreditato, Wesley Ruggles (1935)
- I lancieri del Bengala (The Lives of a Bengal Lancer), regia di Henry Hathaway (1935)
- Desiderio (Desire), regia di Frank Borzage (1936)
- Angelo (Angel), regia di Ernst Lubitsch (1937)
- Anime sul mare (Soul at Sea), regia di Henry Hathaway (1937)
- Tovarich, regia di Anatole Litvak (1937)
- La signora di mezzanotte (Midnight), regia di Mitchell Leisen (1939)
- Zazà (Zaza), regia di George Cukor (1939)
- Arrivederci in Francia (Arise, My Love), regia di Mitchell Leisen (1940)
- Inferno nel deserto (Sundown), regia di Henry Hathaway (1941)
- Sorelle in armi (So Proudly We Hail!), regia di Mark Sandrich (1943)
- Cieli azzurri (Blue Skies) Stuart Heisler e Mark Sandrich (non accreditato) (1946)
- Il fantasma e la signora Muir (The Ghost and Mrs. Muir), regia di Joseph L. Mankiewicz (1947)
- Scandalo internazionale (A Foreign Affair), regia di Billy Wilder (1948)
- Ai vostri ordini signora! (Fancy Pants), regia di George Marshall (1950)
- L'asso nella manica (Ace in the Hole), regia di Billy Wilder (1951)
- La montagna dei sette falchi (Red Mountain), regia di William Dieterle (1951)
- La madre dello sposo (The Mating Season), regia di Mitchell Leisen (1951)
- Salomè, regia di William Dieterle (1953)
- Sabrina, regia di Billy Wilder (1954)
- La ragazza del secolo (It Should Happen to You) di George Cukor (1954)
- La lunga linea grigia (The Long Grey Line), regia di John Ford (1955)
- Il mago della pioggia (The Rainmaker), regia di Joseph Anthony (1956)
- L'uomo di Laramie (The Man from Laramie), regia di Anthony Mann (1956)
- Una Cadillac tutta d'oro (The Solid Gold Cadillac), regia di Richard Quine (1956)
- Sfida all'O.K. Corral (Gunfight at the O.K. Corral), regia di John Sturges (1957)
- Tavole separate (Separate Tables), regia di Delbert Mann (1958)
- A qualcuno piace caldo (Some Like It Hot), regia di Billy Wilder (1959)
- Il giorno della vendetta (Last Train from Gun Hill), regia di John Sturges (1959)
- Un adulterio difficile (The Facts of Life), regia di Melvin Frank (1960)
- I due volti della vendetta (One-Eyed Jacks), regia di Marlon Brando (1960)
- Noi due sconosciuti (Strangers When We Meet), regia di Richard Quine (1960)
- Desiderio nella polvere (Desire in the Dust), regia di William F. Claxton (1960)
- Estate e fumo (Summer and Smoke), regia di Peter Glenville (1961)
- La conquista del West (How the West Was Won), regia di John Ford, Henry Hathaway, George Marshall e Richard Thorpe (1962)
- Sciarada (Charade), regia di Stanley Donen (1963)
- Insieme a Parigi (Paris, When It Sizzles), regia di Richard Quine (1964)
- Il gran lupo chiama (Father Goose), regia di Ralph Nelson (1964)
- Lo strano mondo di Daisy Clover (Inside Daisy Clover), regia di Robert Mulligan (1965)
- Come rubare un milione di dollari e vivere felici (How to Steal a Million), regia di William Wyler (1966)
- Due assi nella manica (Not with My Wife, You Don't!), regia di Norman Panama (1966)
- Gli occhi della notte (Wait Until Dark), regia di Terence Young (1967)
- Fiore di cactus (Cactus Flower), regia di Gene Saks (1969)
- La macchina dell'amore (Love Machine), regia di Jack Haley Jr. (1971)
- Le farfalle sono libere (Butterflies Are Free), regia di Milton Katselas (1972)
- I magnifici sette cavalcano ancora (The Magnificent Seven Ride!), regia di George McCowan (1972)